# Richard-Lenoir (metrostation)
Richard-Lenoir is een station van de metro in Parijs langs metrolijn 5, in het 11de arrondissement.
De naam verwijst naar boulevard Richard-Lenoir, genoemd naar twee personen: François Richard en Joseph Lenoir-Dufresne, industrialisten die de katoenindustrie naar Parijs brachten. De boulevard bestaat feitelijk uit de kades van het canal Saint-Martin, het kanaal zelf is hier overdekt en niet zichtbaar. De metrotunnel ligt aan de westzijde van het kanaal en feitelijk rijden de metro's hier naast de boten die bij Arsenal in de Seine uitkomen.
Bobigny - Pablo Picasso · 
Bobigny - Pantin - Raymond Queneau · 
Église de Pantin · 
Hoche · 
Porte de Pantin · 
Ourcq · 
Laumière · 
Jaurès · 
Stalingrad · 
Gare du Nord · 
Gare de l'Est · 
Jacques Bonsergent · 
République · 
Oberkampf · 
Richard-Lenoir · 
Bréguet - Sabin · 
Bastille · 
Quai de la Rapée · 
Gare d'Austerlitz · 
Saint-Marcel · 
Campo-Formio · 
Place d'Italie